# 全日本切手展
全日本切手展（ぜんにほんきっててん）は、日本における切手コレクションの展覧会。1951年より毎年開催されており、日本における切手、郵便文化の最新の研究成果の発表の場であるとともに、一般に向けてこれらの普及・促進を行うことを目的とする。略称は全日展。競争出品を公募して展示する。2014年から2024年までは毎年7月中旬に東京都墨田区にあるすみだ産業会館にて開催されてきたが、2025年以降は開催されない見通しとなっている。
審査は国際郵趣連盟(FIP)の基準に従って行われており、金銀賞（75点）以上を獲得した作品にはFIP基準の国際切手展への出品資格が与えられる。

## 切手展の歴史
第2次世界大戦後、日本において郵政省と郵趣団体が協力した展覧会が各地で頻繁に開催されたが、これらは逓信事業啓発が中心となり、今日的な展覧会のイメージではなかった。
全国規模の競争切手展の第1号は、1950年に日本橋・三越で開催された「全日本切手コンクール」（朝日新聞社主催、郵政省後援）である。この展覧会は1回だけで終わり、1951年より「全日本切手展」（毎日新聞社主催、郵政省後援）へと継承された。
2011年まではかつての郵政省、郵政事業庁、郵便事業株式会社の主催により、財団法人日本郵趣協会、財団法人日本郵趣連合の後援を得て実施されていた。2012年は日本郵趣連合の主催、郵便事業株式会社・日本郵趣協会の後援という形になったが、2013年2月に日本郵趣連合が財団法人としての組織を解散し清算法人に移行したため、2013年は新発足した、国際郵趣連盟(FIP)加盟の新たな任意団体である日本郵趣連合（現在の一般社団法人全日本郵趣連合）と公益財団法人通信文化協会との共催となった。
その後、2014年には郵便学者の内藤陽介を長とする「全日本切手展2014実行委員会」が発足し、上述の2つの共催団体に加えて3団体による共催体制となり、これに一般財団法人切手文化博物館、特定非営利活動法人日本郵便文化振興機構、および日本郵便切手商協同組合の3者が後援団体に加わる新たな枠組みにより実施された。なお公益財団法人日本郵趣協会は、展示フレームを有償貸与する協力を行うのみとなり後援団体から外れた。
従来は郵政記念日（4月20日）前後に逓信総合博物館で行われていたが、年によっては日程が若干前後することがあった。逓信総合博物館が2013年に閉鎖されたことなどから、2014年は会場をすみだ産業会館及び郵政博物館に移し、時期も7月中旬～8月上旬に変更された。2020年は新型コロナウイルス感染症の流行に伴い開催中止を余儀なくされた。
2021年より全日本郵趣連合は主催を外れ全日本切手展実行委員会がメインとなり、その事務代行として切手商の株式会社鳴美が加わった。以前より出品作品と運営費用の確保が課題となっており、鳴美が事務代行となってからは毎年100万円以上を同社が寄附する形で赤字を補填し開催されたが、収支改善の見込みがないことから2024年限りでの支援打ち切りが決定し、2025年以降は開催の見通しが立っていない。2024年10月には実行委員会が同年の出品者に対し、翌2025年より全日本切手展が毎年3月に開催されているスタンペックスジャパンに合流するという文書を一方的に配布したものの、主催者である郵趣振興協会はそのような事実はないと否定し、訂正を申し入れたとする声明を発表する事態となった。

## 全日本切手まつり
2025年以降それまで本展が開催されていた7月にすみだ産業会館にてスタンペディア主催による「全日本切手まつり」が開催される予定である。2030年までの開催は決定されており、JAPEXに相当するスタンペックスジャパンとは異なりFIPの基準に拘束されない非競争展でスタンプショウに相当し入場無料である。

## 切手展の審査
審査基準は募集要項上でその概要が発表される。従来の審査は絶対評価だけではなくある程度の相対評価も加味されていた。これは、旧郵政省時代より予算制約によってあらかじめ金賞、金銀賞など賞（メダル）数をある程度決めておく必要性からで、このためほぼ同じスコアの作品でも年度により賞のランクが異なるケースが生じうる状況にあった。こうしたなかで2014年からは、全日本切手展の審査基準がFIPによる国際基準（100点を満点とするポイント制）に準拠したものへと大幅に改定され、賞のランクも国際切手展と同様（メダルは大金賞から銅賞まで）となった。